# Gaylussacia baccata
Gaylussacia baccata är en ljungväxtart som först beskrevs av Wang., och fick sitt nu gällande namn av Karl Heinrich Koch. Gaylussacia baccata ingår i släktet Gaylussacia och familjen ljungväxter. Inga underarter finns listade i Catalogue of Life.

## Bildgalleri

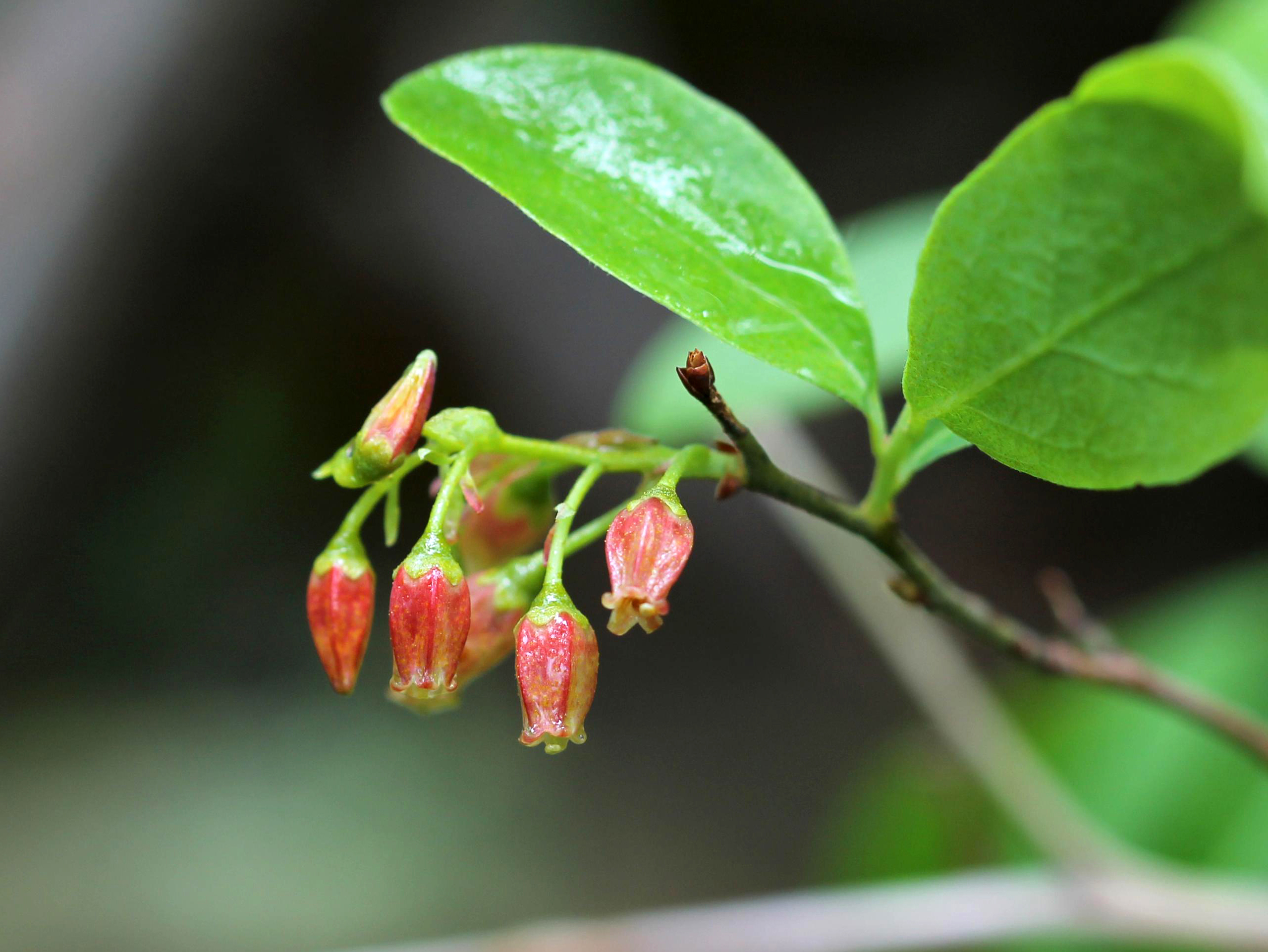
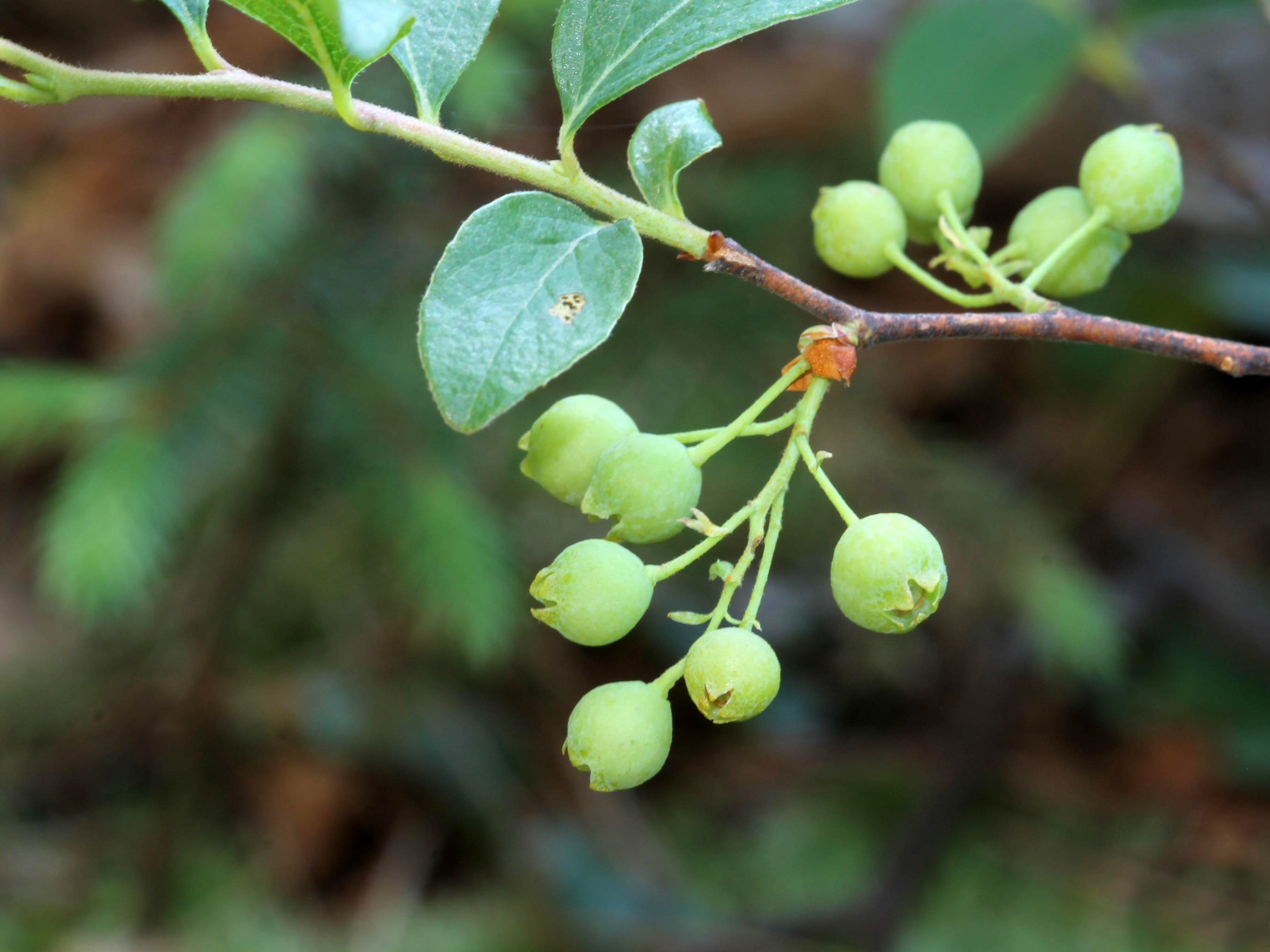
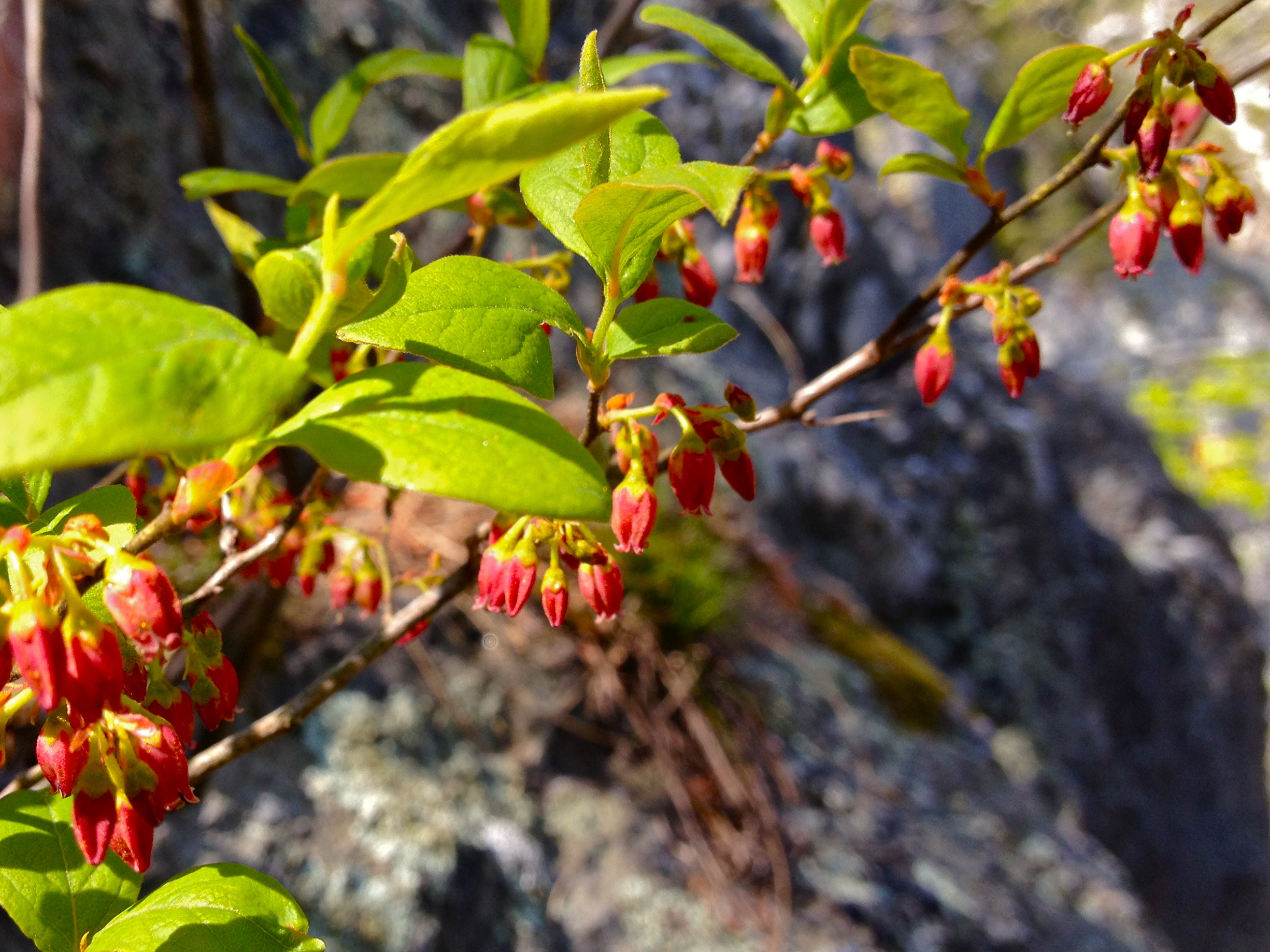
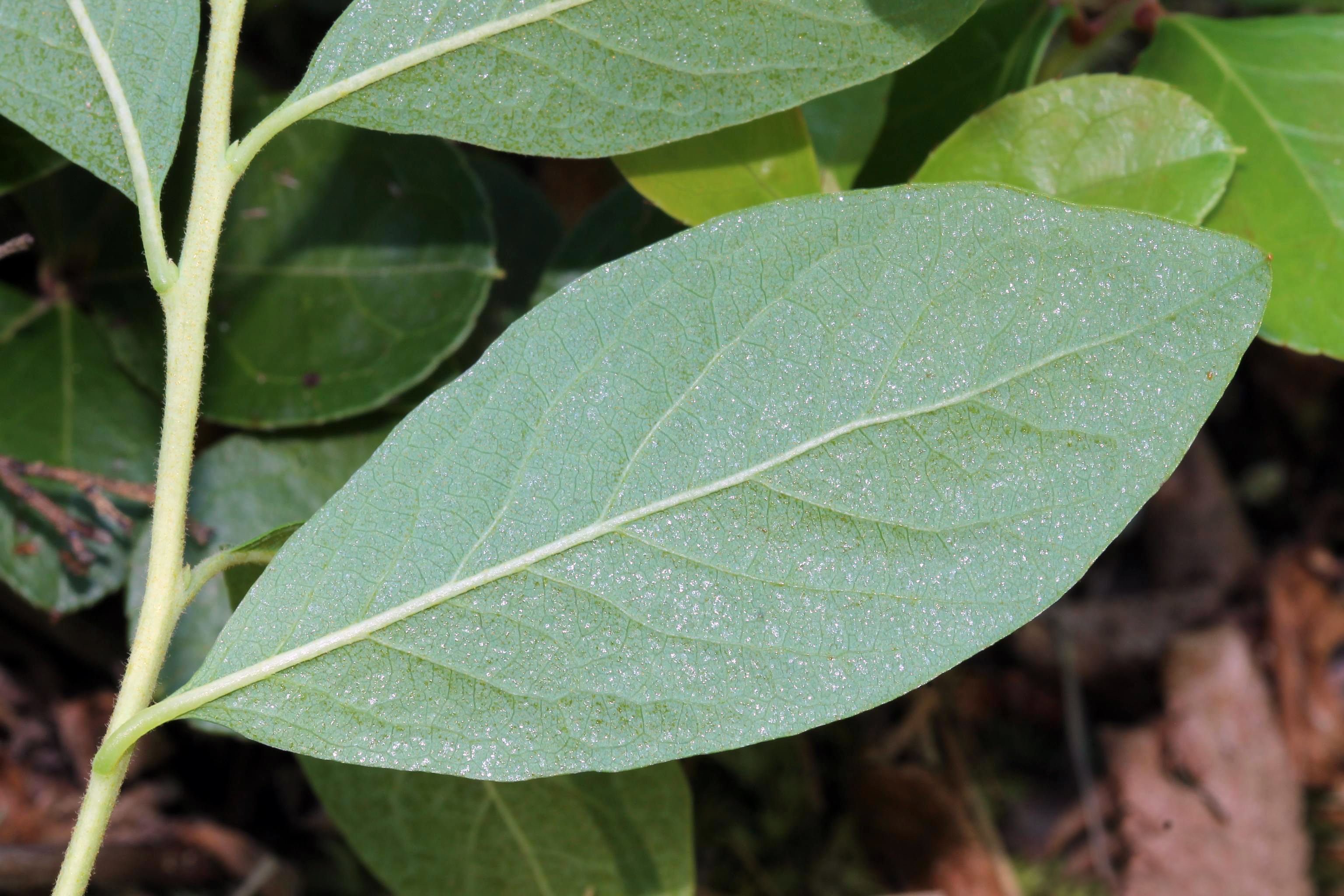
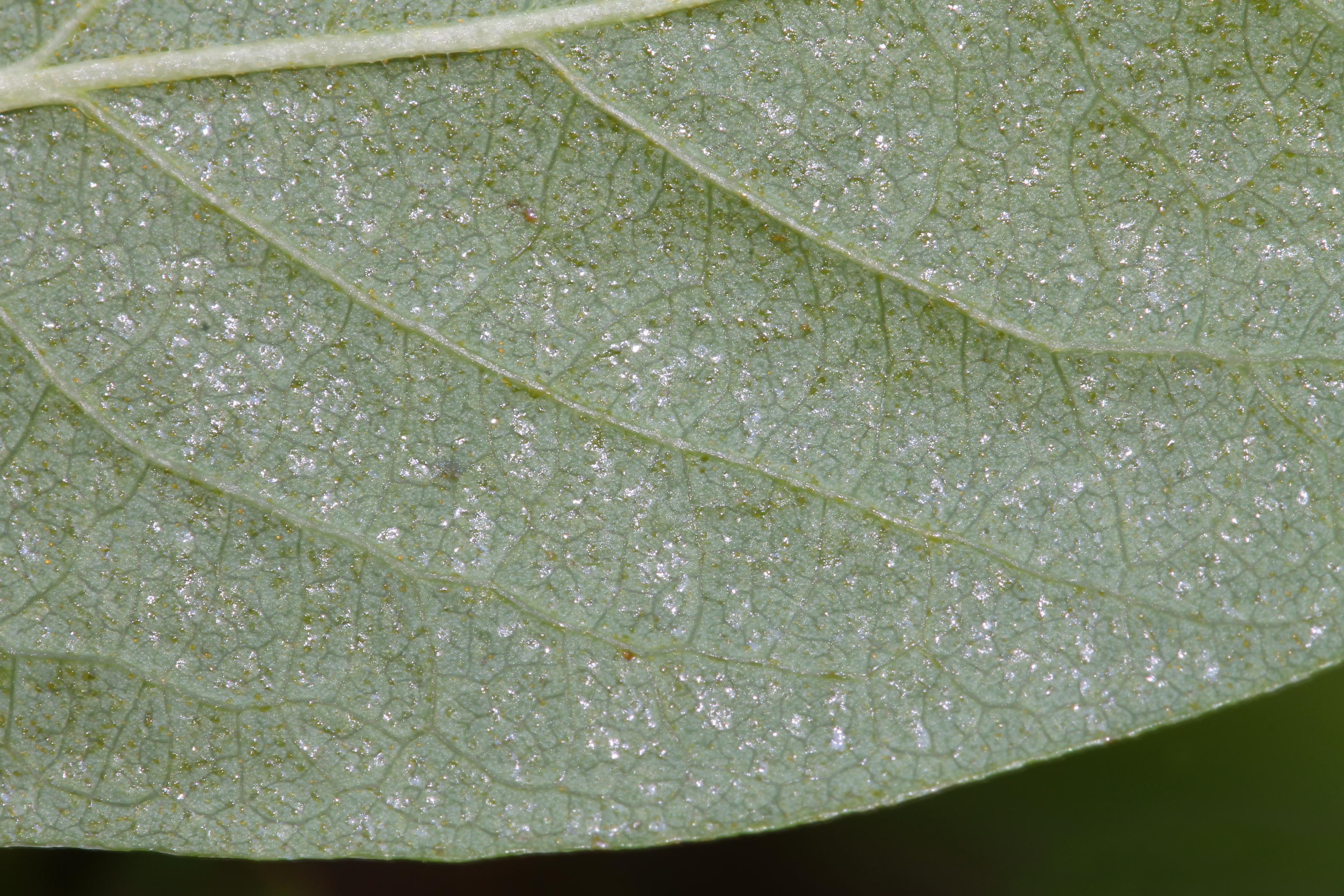
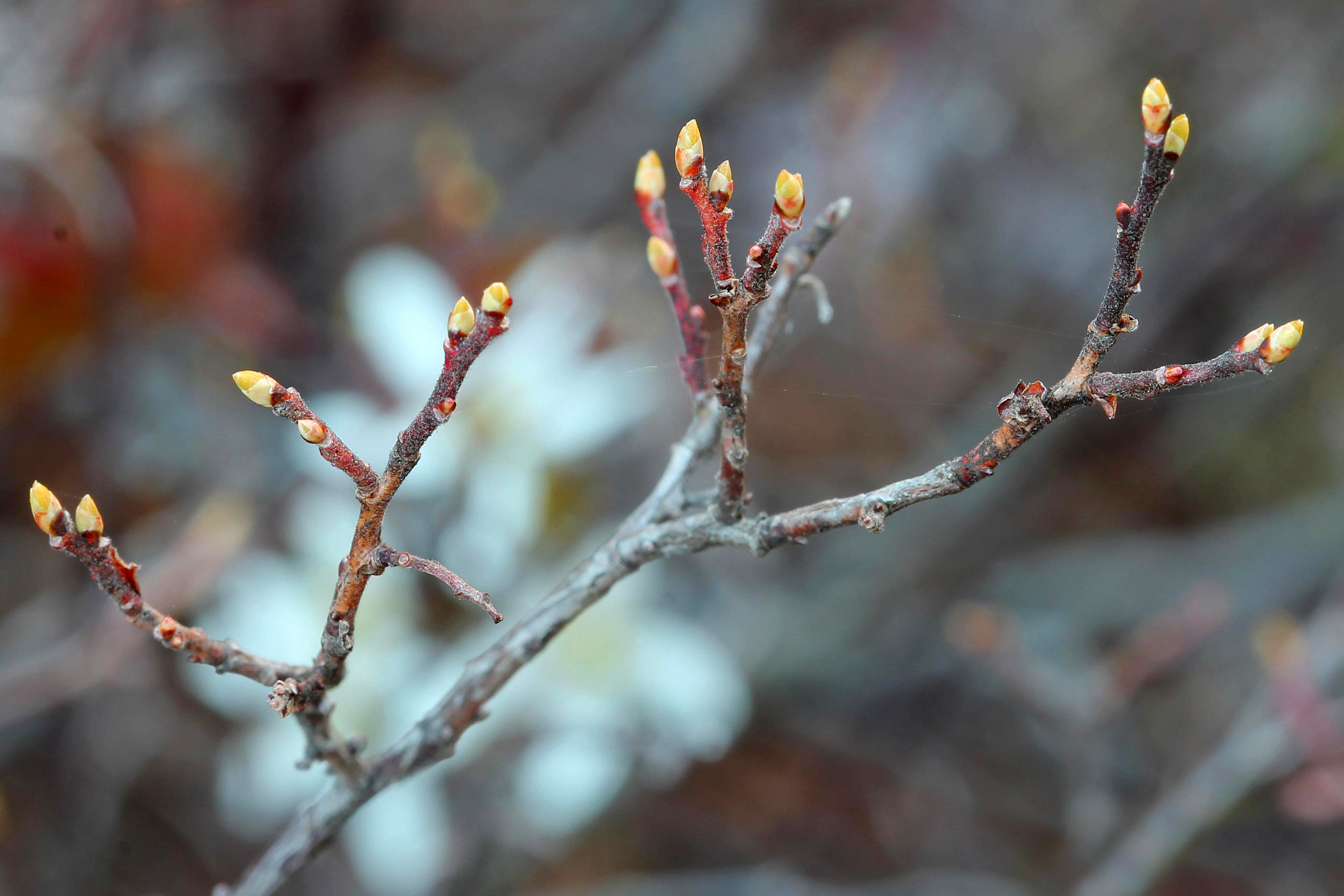